# Herman Immanuel Carlson
Herman Immanuel Carlson, H.I. Carlson, född 11 juli 1814 i Slöta socken, Skaraborgs län, död 28 maj 1891 i Stockholm, var en svensk läkare. 
Carlson blev student vid Uppsala universitet 1833, medicine kandidat 1838, medicine licentiat 1840, kirurgie magister samma år och medicine doktor 1841. Han var underkirurg vid Serafimerlasarettet i Stockholm 1842–1843, uppbördsläkare på korvetten Najaden under en expedition till Medelhavet 1843–1844 och på fregatten Josephine under en expedition till Marocko 1844–1845, praktiserande läkare i Göteborg 1845–1863, fattigläkare där 1847–1854, lärare vid Barnmorskeundervisningsanstalten där 1856–1857, tillförordnad överläkare vid Allmänna och Sahlgrenska sjukhuset 1857–1858, andre stadsläkare i Göteborg 1861 och stadsläkare i Karlskrona 1863–1884. Han var ordförande i direktion för Blekinge läns anstalt för dövstumma 1865–1874 och bosatt i Stockholm från 1885. Han publicerade apologetiska och religiösa artiklar och översättningar. Herman Immanuel Carlson är begravd på Solna kyrkogård.